# ムルカルクゥ
ムルカルクゥ（モンゴル語: Mulqalqu）とは、13世紀初頭にチンギス・カンに仕えたジャダラン氏出身の千人隊長。『元朝秘史』では木勒合勒忽（mùlèhélèhū）と記される。

## 概要
ムルカルクゥはモンゴル部ボルジギン氏の一派、ジャダラン氏の出であった。
『元朝秘史』によると、テムジン（後のチンギス・カン）がジャムカと決別した後、バアリン氏のコルチ・ウスン・エブゲンがテムジンこそ国の主となるとの神託を行った。その後、ゲニゲス氏のクナン・ノヤンや、テムジンの叔父に当たるダアリタイ・オッチギンと同時期にテムジンの下に帰参したという。
こうして、最初期のテムジンの家臣となったムルカルクゥはテムジンの親衛隊（ケシクテン）に属し、タイチウダイ、クトゥ・モリチらとともに「牧場の頭（アドゥーチ）」に任じられた。
1206年にモンゴル高原を統一したテムジンはチンギス・カンとして即位し、モンゴル帝国（イェケ・モンゴル・ウルス）を建国した。チンギス・カンは即位後の論功行賞の中で、ベスト氏のクチュグルを千人隊長（ミンガン）とするとともに、「ムルカルクゥが良く彼（クチュグル）の僚臣としての務めを果たしてきた」ことからクチュグルとムルカルクゥの2人で千人隊づくりを果たすよう命じた。